# Bourbon-Anjou

Das Wappen des Herzogtums Anjou (1360–1481) ist heute in jedem Wappen eines Monarchen aus dem Hause Bourbon-Anjou enthalten.

Das Haus Bourbon-Anjou war zunächst ein Seitenzweig und ist seit 1883 der älteste Zweig des Hauses Bourbon. Die Bourbonen sind wiederum ein Ast des seit dem frühen Mittelalter in Frankreich herrschenden Königshauses der Kapetinger. Bereits seit Robert dem Tapferen († 866) hatten die Kapetinger in diversen Linien die Grafen und Herzöge von Anjou gestellt.
Da das Haus Bourbon-Anjou bis heute die Könige von Spanien stellt, wird es auch als „Haus Spanien“ oder die „spanische Linie der Bourbonen“ (span: Borbón) bezeichnet.

## Geschichte

Wappen des Königreichs Spanien

Begründet wurde dieser Bourbonen-Zweig von Philippe de Bourbon, duc d’Anjou, (1683–1746) einem Enkel König Ludwigs XIV. von Frankreich. Nach dem Tod des letzten spanischen Königs aus dem Haus der Habsburger, Karl II., folgte ihm der Duc d’Anjou gemäß dem (von der spanischen Regierung verfassten) Testament des verstorbenen Karl II. auf dem Thron nach, als Philipp V. (Felipe V.) – allerdings unter der Bedingung, dass es niemals zu einer Aufteilung Spaniens (wie ursprünglich von Ludwig XIV. mit England vereinbart) und niemals zu einer Personalunion zwischen Spanien und Frankreich kommen dürfe. Im spanischen Erbfolgekrieg konnte dieser Herrschaftswechsel gegen die österreichischen Habsburger und ihre deutsch-britisch-niederländischen Alliierten verteidigt werden.
1713 erklärte Philipp V. im Vertrag von Utrecht einen ausdrücklichen Thronverzicht für Frankreich und begründete damit das „Haus Spanien“ der Bourbonen. Den Titel Duc d’Anjou vergab Ludwig XIV. daraufhin neu, an seinen Urenkel, den künftigen Ludwig XV. Während dessen Minderjährigkeit führte der französische Regent Philippe II. de Bourbon, duc d’Orléans 1717–1720 den Krieg der Quadrupelallianz gegen das bourbonische Spanien.
Philipps V. Nachkommen stellen bis heute die Könige Spaniens. Weiterhin spalteten sich weitere Seitenzweige dieser Familie ab, so die Bourbonen im Königreich beider Sizilien (Haus Bourbon-Sizilien) und im Herzogtum Parma (Haus Bourbon-Parma). Von letzteren stammen auch die heutigen Großherzöge von Luxemburg ab.
Seit der französische Hauptzweig der Bourbonen im Jahr 1883 mit Henri de Bourbon-Artois, comte de Chambord, ausgestorben ist, rückte die spanische Linie aufgrund ihrer Stellung als nächster Seitenzweig im agnatischen Stamm (Mannesstamm) an die Spitze des bourbonischen Gesamthauses. Zugleich ist damit der Senior der spanischen Bourbonen auch der Senior des kapetingischen Geschlechts („Haus Frankreich“), weshalb er vom legitimistischen Flügel der französischen Monarchisten als ihr Prätendent auf den französischen Thron anerkannt wird, in Konkurrenz zum Haus Orléans, und ungeachtet des Artikels VI des Vertrags von Utrecht von 1713, in dem der damalige Duc d’Anjou wegen seiner Besteigung des spanischen Throns sein (und seiner Nachkommen) Erbrecht auf den französischen Thron hat fallen lassen. Der derzeitige Senior-Capet aus dem spanischen Zweig ist Louis Alphonse de Bourbon, welcher den Titel „duc d’Anjou“ gebraucht, um seinen Thronanspruch in Frankreich gegen seine Konkurrenten aus dem Lager der Orléanisten zu untermauern. Diese wiederum verweisen auf die mögliche außereheliche Abstammung zweier Anjou-Bourbonen, Francisco de Paula de Borbón (1794–1865) sowie König Alfons XII. von Spanien, um zu betonen, keiner der heutigen spanischen Bourbonen habe auch nur einen Tropfen des „Sang de France“ (Blutes von Frankreich) – außer König Juan Carlos I. und seinen Kindern, da immerhin dessen Mutter eine echte Bourbonin gewesen sei. Louis Alphonse wäre heute auch König von Spanien, beziehungsweise wäre in der spanischen Thronfolge berücksichtigt, hätte sein Großvater Jaime de Borbón nicht 1969 seine Erbansprüche an seinen Neffen König Juan Carlos I. abgetreten.

## Die Könige von Spanien aus dem Haus Borbón
- Philipp V., 1700–1724
- Ludwig I., 1724
- Philipp V., 1724–1746
- Ferdinand VI., 1746–1759
- Karl III., 1759–1788
- Karl IV., 1788–1808

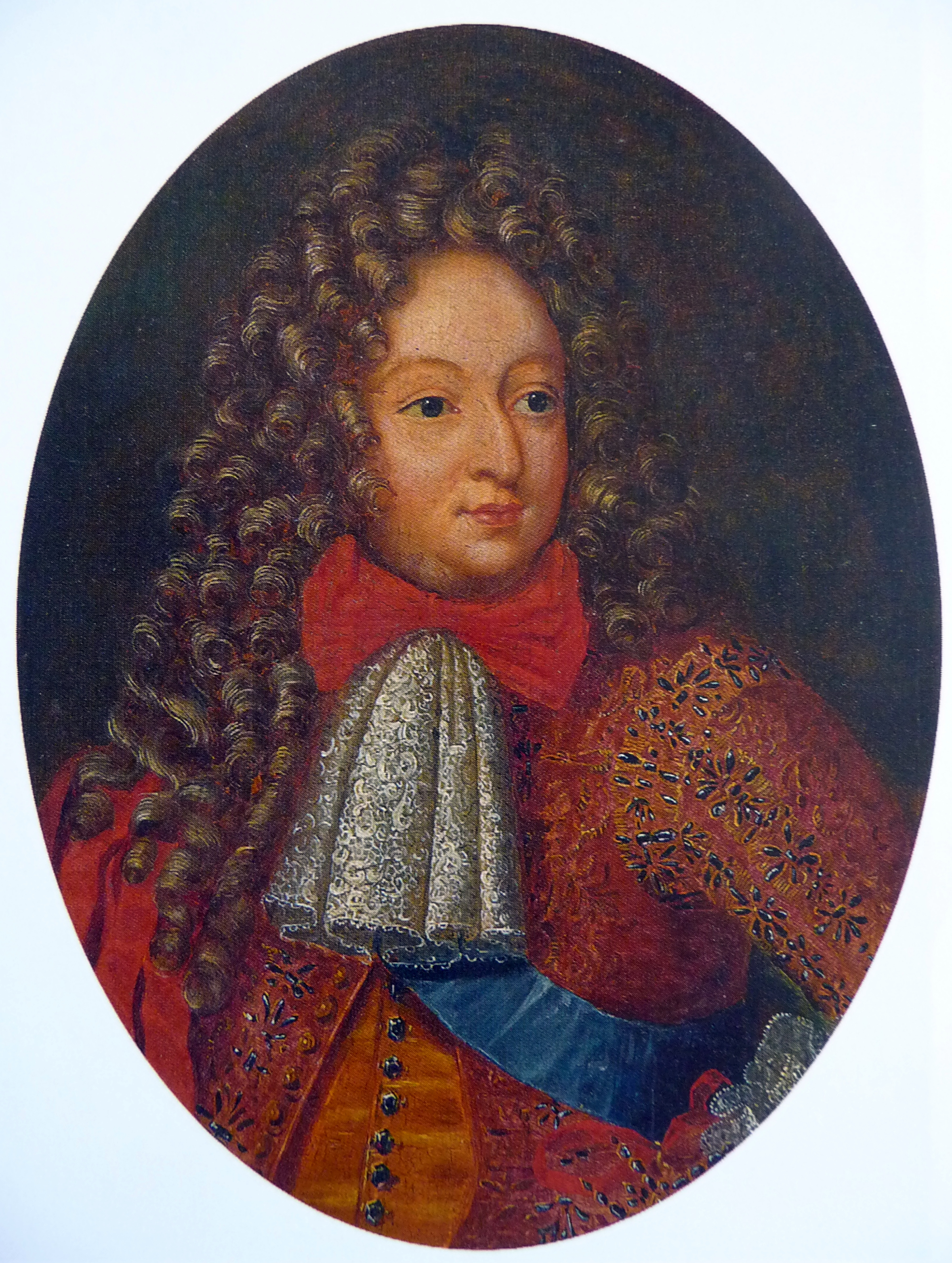
Philipp V. von Spanien, der Stammvater des Hauses Bourbon-Anjou, Jugendbildnis.

- Ferdinand VII., März–Mai 1808 und 1813–1833
- Isabella II., 1833–1868
- Alfons XII., 1874–1885
- Alfons XIII., 1886–1941
- Juan Carlos I., 1975–2014
- Felipe VI., seit 2014

## Auszug aus der Stammtafel der Bourbonen (spanische Linie)
|                                    |                                    |                                    |                                    |                                    |                                    |  |  | Philipp V. (1683–1746)                    |                                           |                                           |                                           |                                           |                                           |  |  |                          |                          |                          |                          |                          |                          |  |  |                                          |                                          |                                          |                                          |                                          |                                          |  |  |                                       |                                       |                                       |                                       |                                       |                                       |  |  |  |  |  |  |  |  |  |  |  |  |  |  |  |  |  |  |  |  |  |  |  |  |
|                                    |                                    |                                    |                                    |                                    |                                    |  |  |                                           |                                           |                                           |                                           |                                           |                                           |  |  |                          |                          |                          |                          |                          |                          |  |  |                                          |                                          |                                          |                                          |                                          |                                          |  |  |                                       |                                       |                                       |                                       |                                       |                                       |  |  |  |  |  |  |  |  |  |  |  |  |  |  |  |  |  |  |  |  |  |  |  |  |
|                                    |                                    |                                    |                                    |                                    |                                    |  |  |                                           |                                           |                                           |                                           |                                           |                                           |  |  |                          |                          |                          |                          |                          |                          |  |  |                                          |                                          |                                          |                                          |                                          |                                          |  |  |                                       |                                       |                                       |                                       |                                       |                                       |  |  |  |  |  |  |  |  |  |  |  |  |  |  |  |  |  |  |  |  |  |  |  |  |
| Ludwig I. (1707–1724)              | Ludwig I. (1707–1724)              | Ludwig I. (1707–1724)              | Ludwig I. (1707–1724)              | Ludwig I. (1707–1724)              | Ludwig I. (1707–1724)              |  |  | Ferdinand VI. (1713–1759)                 | Ferdinand VI. (1713–1759)                 | Ferdinand VI. (1713–1759)                 | Ferdinand VI. (1713–1759)                 | Ferdinand VI. (1713–1759)                 | Ferdinand VI. (1713–1759)                 |  |  |                          |                          |                          |                          |                          |                          |  |  | Karl III. (1716–1788)                    | Karl III. (1716–1788)                    | Karl III. (1716–1788)                    | Karl III. (1716–1788)                    | Karl III. (1716–1788)                    | Karl III. (1716–1788)                    |  |  | Philipp von Parma (1720–1765)         | Philipp von Parma (1720–1765)         | Philipp von Parma (1720–1765)         | Philipp von Parma (1720–1765)         | Philipp von Parma (1720–1765)         | Philipp von Parma (1720–1765)         |  |  |  |  |  |  |  |  |  |  |  |  |  |  |  |  |  |  |  |  |  |  |  |  |
| Ludwig I. (1707–1724)              | Ludwig I. (1707–1724)              | Ludwig I. (1707–1724)              | Ludwig I. (1707–1724)              | Ludwig I. (1707–1724)              | Ludwig I. (1707–1724)              |  |  | Ferdinand VI. (1713–1759)                 | Ferdinand VI. (1713–1759)                 | Ferdinand VI. (1713–1759)                 | Ferdinand VI. (1713–1759)                 | Ferdinand VI. (1713–1759)                 | Ferdinand VI. (1713–1759)                 |  |  |                          |                          |                          |                          |                          |                          |  |  | Karl III. (1716–1788)                    | Karl III. (1716–1788)                    | Karl III. (1716–1788)                    | Karl III. (1716–1788)                    | Karl III. (1716–1788)                    | Karl III. (1716–1788)                    |  |  | Philipp von Parma (1720–1765)         | Philipp von Parma (1720–1765)         | Philipp von Parma (1720–1765)         | Philipp von Parma (1720–1765)         | Philipp von Parma (1720–1765)         | Philipp von Parma (1720–1765)         |  |  |  |  |  |  |  |  |  |  |  |  |  |  |  |  |  |  |  |  |  |  |  |  |
|                                    |                                    |                                    |                                    |                                    |                                    |  |  |                                           |                                           |                                           |                                           |                                           |                                           |  |  |                          |                          |                          |                          |                          |                          |  |  |                                          |                                          |                                          |                                          |                                          |                                          |  |  | Haus Bourbon-Parma (bis heute)        |                                       |                                       |                                       |                                       |                                       |  |  |  |  |  |  |  |  |  |  |  |  |  |  |  |  |  |  |  |  |  |  |  |  |
|                                    |                                    |                                    |                                    |                                    |                                    |  |  |                                           |                                           |                                           |                                           |                                           |                                           |  |  |                          |                          |                          |                          |                          |                          |  |  |                                          |                                          |                                          |                                          |                                          |                                          |  |  |                                       |                                       |                                       |                                       |                                       |                                       |  |  |  |  |  |  |  |  |  |  |  |  |  |  |  |  |  |  |  |  |  |  |  |  |
|                                    |                                    |                                    |                                    |                                    |                                    |  |  |                                           |                                           |                                           |                                           |                                           |                                           |  |  |                          |                          |                          |                          |                          |                          |  |  |                                          |                                          |                                          |                                          |                                          |                                          |  |  |                                       |                                       |                                       |                                       |                                       |                                       |  |  |  |  |  |  |  |  |  |  |  |  |  |  |  |  |  |  |  |  |  |  |  |  |
|                                    |                                    |                                    |                                    |                                    |                                    |  |  | Karl IV. (1748–1819)                      | Karl IV. (1748–1819)                      | Karl IV. (1748–1819)                      | Karl IV. (1748–1819)                      | Karl IV. (1748–1819)                      | Karl IV. (1748–1819)                      |  |  |                          |                          |                          |                          |                          |                          |  |  |                                          |                                          |                                          |                                          |                                          |                                          |  |  | Ferdinand I. von Sizilien (1751–1825) | Ferdinand I. von Sizilien (1751–1825) | Ferdinand I. von Sizilien (1751–1825) | Ferdinand I. von Sizilien (1751–1825) | Ferdinand I. von Sizilien (1751–1825) | Ferdinand I. von Sizilien (1751–1825) |  |  |  |  |  |  |  |  |  |  |  |  |  |  |  |  |  |  |  |  |  |  |  |  |
|                                    |                                    |                                    |                                    |                                    |                                    |  |  | Karl IV. (1748–1819)                      | Karl IV. (1748–1819)                      | Karl IV. (1748–1819)                      | Karl IV. (1748–1819)                      | Karl IV. (1748–1819)                      | Karl IV. (1748–1819)                      |  |  |                          |                          |                          |                          |                          |                          |  |  |                                          |                                          |                                          |                                          |                                          |                                          |  |  | Ferdinand I. von Sizilien (1751–1825) | Ferdinand I. von Sizilien (1751–1825) | Ferdinand I. von Sizilien (1751–1825) | Ferdinand I. von Sizilien (1751–1825) | Ferdinand I. von Sizilien (1751–1825) | Ferdinand I. von Sizilien (1751–1825) |  |  |  |  |  |  |  |  |  |  |  |  |  |  |  |  |  |  |  |  |  |  |  |  |
|                                    |                                    |                                    |                                    |                                    |                                    |  |  |                                           |                                           |                                           |                                           |                                           |                                           |  |  |                          |                          |                          |                          |                          |                          |  |  |                                          |                                          |                                          |                                          |                                          |                                          |  |  |                                       |                                       |                                       |                                       |                                       |                                       |  |  |  |  |  |  |  |  |  |  |  |  |  |  |  |  |  |  |  |  |  |  |  |  |
| Ferdinand VII. (1784–1833)         | Ferdinand VII. (1784–1833)         | Ferdinand VII. (1784–1833)         | Ferdinand VII. (1784–1833)         | Ferdinand VII. (1784–1833)         | Ferdinand VII. (1784–1833)         |  |  | Carlos María Isidro de Borbón (1788–1855) | Carlos María Isidro de Borbón (1788–1855) | Carlos María Isidro de Borbón (1788–1855) | Carlos María Isidro de Borbón (1788–1855) | Carlos María Isidro de Borbón (1788–1855) | Carlos María Isidro de Borbón (1788–1855) |  |  |                          |                          |                          |                          |                          |                          |  |  | Francisco de Paula de Borbón (1794–1865) | Francisco de Paula de Borbón (1794–1865) | Francisco de Paula de Borbón (1794–1865) | Francisco de Paula de Borbón (1794–1865) | Francisco de Paula de Borbón (1794–1865) | Francisco de Paula de Borbón (1794–1865) |  |  | Haus Bourbon-Sizilien (bis heute)     | Haus Bourbon-Sizilien (bis heute)     | Haus Bourbon-Sizilien (bis heute)     | Haus Bourbon-Sizilien (bis heute)     | Haus Bourbon-Sizilien (bis heute)     | Haus Bourbon-Sizilien (bis heute)     |  |  |  |  |  |  |  |  |  |  |  |  |  |  |  |  |  |  |  |  |  |  |  |  |
| Ferdinand VII. (1784–1833)         | Ferdinand VII. (1784–1833)         | Ferdinand VII. (1784–1833)         | Ferdinand VII. (1784–1833)         | Ferdinand VII. (1784–1833)         | Ferdinand VII. (1784–1833)         |  |  | Carlos María Isidro de Borbón (1788–1855) | Carlos María Isidro de Borbón (1788–1855) | Carlos María Isidro de Borbón (1788–1855) | Carlos María Isidro de Borbón (1788–1855) | Carlos María Isidro de Borbón (1788–1855) | Carlos María Isidro de Borbón (1788–1855) |  |  |                          |                          |                          |                          |                          |                          |  |  | Francisco de Paula de Borbón (1794–1865) | Francisco de Paula de Borbón (1794–1865) | Francisco de Paula de Borbón (1794–1865) | Francisco de Paula de Borbón (1794–1865) | Francisco de Paula de Borbón (1794–1865) | Francisco de Paula de Borbón (1794–1865) |  |  | Haus Bourbon-Sizilien (bis heute)     | Haus Bourbon-Sizilien (bis heute)     | Haus Bourbon-Sizilien (bis heute)     | Haus Bourbon-Sizilien (bis heute)     | Haus Bourbon-Sizilien (bis heute)     | Haus Bourbon-Sizilien (bis heute)     |  |  |  |  |  |  |  |  |  |  |  |  |  |  |  |  |  |  |  |  |  |  |  |  |
| Isabella II. (1830–1904)           | Isabella II. (1830–1904)           | Isabella II. (1830–1904)           | Isabella II. (1830–1904)           | Isabella II. (1830–1904)           | Isabella II. (1830–1904)           |  |  |                                           |                                           |                                           |                                           |                                           |                                           |  |  |                          |                          |                          |                          |                          |                          |  |  | Francisco de Asís de Borbón (1822–1902)  | Francisco de Asís de Borbón (1822–1902)  | Francisco de Asís de Borbón (1822–1902)  | Francisco de Asís de Borbón (1822–1902)  | Francisco de Asís de Borbón (1822–1902)  | Francisco de Asís de Borbón (1822–1902)  |  |  |                                       |                                       |                                       |                                       |                                       |                                       |  |  |  |  |  |  |  |  |  |  |  |  |  |  |  |  |  |  |  |  |  |  |  |  |
| Isabella II. (1830–1904)           | Isabella II. (1830–1904)           | Isabella II. (1830–1904)           | Isabella II. (1830–1904)           | Isabella II. (1830–1904)           | Isabella II. (1830–1904)           |  |  |                                           |                                           |                                           |                                           |                                           |                                           |  |  |                          |                          |                          |                          |                          |                          |  |  | Francisco de Asís de Borbón (1822–1902)  | Francisco de Asís de Borbón (1822–1902)  | Francisco de Asís de Borbón (1822–1902)  | Francisco de Asís de Borbón (1822–1902)  | Francisco de Asís de Borbón (1822–1902)  | Francisco de Asís de Borbón (1822–1902)  |  |  |                                       |                                       |                                       |                                       |                                       |                                       |  |  |  |  |  |  |  |  |  |  |  |  |  |  |  |  |  |  |  |  |  |  |  |  |
|                                    |                                    |                                    |                                    |                                    |                                    |  |  |                                           |                                           |                                           |                                           |                                           |                                           |  |  |                          |                          |                          |                          |                          |                          |  |  |                                          |                                          |                                          |                                          |                                          |                                          |  |  |                                       |                                       |                                       |                                       |                                       |                                       |  |  |  |  |  |  |  |  |  |  |  |  |  |  |  |  |  |  |  |  |  |  |  |  |
|                                    |                                    |                                    |                                    |                                    |                                    |  |  |                                           |                                           |                                           |                                           |                                           |                                           |  |  |                          |                          |                          |                          |                          |                          |  |  |                                          |                                          |                                          |                                          |                                          |                                          |  |  |                                       |                                       |                                       |                                       |                                       |                                       |  |  |  |  |  |  |  |  |  |  |  |  |  |  |  |  |  |  |  |  |  |  |  |  |
| Carlos Luis de Borbón (1818–1861)  | Carlos Luis de Borbón (1818–1861)  | Carlos Luis de Borbón (1818–1861)  | Carlos Luis de Borbón (1818–1861)  | Carlos Luis de Borbón (1818–1861)  | Carlos Luis de Borbón (1818–1861)  |  |  | Juan Carlos de Borbón (1822–1887)         | Juan Carlos de Borbón (1822–1887)         | Juan Carlos de Borbón (1822–1887)         | Juan Carlos de Borbón (1822–1887)         | Juan Carlos de Borbón (1822–1887)         | Juan Carlos de Borbón (1822–1887)         |  |  |                          |                          |                          |                          |                          |                          |  |  |                                          |                                          |                                          |                                          |                                          |                                          |  |  |                                       |                                       |                                       |                                       |                                       |                                       |  |  |  |  |  |  |  |  |  |  |  |  |  |  |  |  |  |  |  |  |  |  |  |  |
| Carlos Luis de Borbón (1818–1861)  | Carlos Luis de Borbón (1818–1861)  | Carlos Luis de Borbón (1818–1861)  | Carlos Luis de Borbón (1818–1861)  | Carlos Luis de Borbón (1818–1861)  | Carlos Luis de Borbón (1818–1861)  |  |  | Juan Carlos de Borbón (1822–1887)         | Juan Carlos de Borbón (1822–1887)         | Juan Carlos de Borbón (1822–1887)         | Juan Carlos de Borbón (1822–1887)         | Juan Carlos de Borbón (1822–1887)         | Juan Carlos de Borbón (1822–1887)         |  |  |                          |                          |                          |                          |                          |                          |  |  |                                          |                                          |                                          |                                          |                                          |                                          |  |  |                                       |                                       |                                       |                                       |                                       |                                       |  |  |  |  |  |  |  |  |  |  |  |  |  |  |  |  |  |  |  |  |  |  |  |  |
|                                    |                                    |                                    |                                    |                                    |                                    |  |  |                                           |                                           |                                           |                                           |                                           |                                           |  |  |                          |                          |                          |                          |                          |                          |  |  |                                          |                                          |                                          |                                          |                                          |                                          |  |  |                                       |                                       |                                       |                                       |                                       |                                       |  |  |  |  |  |  |  |  |  |  |  |  |  |  |  |  |  |  |  |  |  |  |  |  |
| Carlos María de Borbón (1848–1909) | Carlos María de Borbón (1848–1909) | Carlos María de Borbón (1848–1909) | Carlos María de Borbón (1848–1909) | Carlos María de Borbón (1848–1909) | Carlos María de Borbón (1848–1909) |  |  | Alfonso Carlos de Borbón (1849–1936)      | Alfonso Carlos de Borbón (1849–1936)      | Alfonso Carlos de Borbón (1849–1936)      | Alfonso Carlos de Borbón (1849–1936)      | Alfonso Carlos de Borbón (1849–1936)      | Alfonso Carlos de Borbón (1849–1936)      |  |  | Alfons XII. (1857–1885)  | Alfons XII. (1857–1885)  | Alfons XII. (1857–1885)  | Alfons XII. (1857–1885)  | Alfons XII. (1857–1885)  | Alfons XII. (1857–1885)  |  |  |                                          |                                          |                                          |                                          |                                          |                                          |  |  |                                       |                                       |                                       |                                       |                                       |                                       |  |  |  |  |  |  |  |  |  |  |  |  |  |  |  |  |  |  |  |  |  |  |  |  |
| Carlos María de Borbón (1848–1909) | Carlos María de Borbón (1848–1909) | Carlos María de Borbón (1848–1909) | Carlos María de Borbón (1848–1909) | Carlos María de Borbón (1848–1909) | Carlos María de Borbón (1848–1909) |  |  | Alfonso Carlos de Borbón (1849–1936)      | Alfonso Carlos de Borbón (1849–1936)      | Alfonso Carlos de Borbón (1849–1936)      | Alfonso Carlos de Borbón (1849–1936)      | Alfonso Carlos de Borbón (1849–1936)      | Alfonso Carlos de Borbón (1849–1936)      |  |  | Alfons XII. (1857–1885)  | Alfons XII. (1857–1885)  | Alfons XII. (1857–1885)  | Alfons XII. (1857–1885)  | Alfons XII. (1857–1885)  | Alfons XII. (1857–1885)  |  |  |                                          |                                          |                                          |                                          |                                          |                                          |  |  |                                       |                                       |                                       |                                       |                                       |                                       |  |  |  |  |  |  |  |  |  |  |  |  |  |  |  |  |  |  |  |  |  |  |  |  |
| Jaime de Borbón (1870–1931)        | Jaime de Borbón (1870–1931)        | Jaime de Borbón (1870–1931)        | Jaime de Borbón (1870–1931)        | Jaime de Borbón (1870–1931)        | Jaime de Borbón (1870–1931)        |  |  |                                           |                                           |                                           |                                           |                                           |                                           |  |  | Alfons XIII. (1886–1941) | Alfons XIII. (1886–1941) | Alfons XIII. (1886–1941) | Alfons XIII. (1886–1941) | Alfons XIII. (1886–1941) | Alfons XIII. (1886–1941) |  |  |                                          |                                          |                                          |                                          |                                          |                                          |  |  |                                       |                                       |                                       |                                       |                                       |                                       |  |  |  |  |  |  |  |  |  |  |  |  |  |  |  |  |  |  |  |  |  |  |  |  |
| Jaime de Borbón (1870–1931)        | Jaime de Borbón (1870–1931)        | Jaime de Borbón (1870–1931)        | Jaime de Borbón (1870–1931)        | Jaime de Borbón (1870–1931)        | Jaime de Borbón (1870–1931)        |  |  |                                           |                                           |                                           |                                           |                                           |                                           |  |  | Alfons XIII. (1886–1941) | Alfons XIII. (1886–1941) | Alfons XIII. (1886–1941) | Alfons XIII. (1886–1941) | Alfons XIII. (1886–1941) | Alfons XIII. (1886–1941) |  |  |                                          |                                          |                                          |                                          |                                          |                                          |  |  |                                       |                                       |                                       |                                       |                                       |                                       |  |  |  |  |  |  |  |  |  |  |  |  |  |  |  |  |  |  |  |  |  |  |  |  |
|                                    |                                    |                                    |                                    |                                    |                                    |  |  |                                           |                                           |                                           |                                           |                                           |                                           |  |  |                          |                          |                          |                          |                          |                          |  |  |                                          |                                          |                                          |                                          |                                          |                                          |  |  |                                       |                                       |                                       |                                       |                                       |                                       |  |  |  |  |  |  |  |  |  |  |  |  |  |  |  |  |  |  |  |  |  |  |  |  |
|                                    |                                    |                                    |                                    |                                    |                                    |  |  | Jaime de Borbón (1908–1975)               | Jaime de Borbón (1908–1975)               | Jaime de Borbón (1908–1975)               | Jaime de Borbón (1908–1975)               | Jaime de Borbón (1908–1975)               | Jaime de Borbón (1908–1975)               |  |  |                          |                          |                          |                          |                          |                          |  |  | Juan de Borbón (1913–1993)               | Juan de Borbón (1913–1993)               | Juan de Borbón (1913–1993)               | Juan de Borbón (1913–1993)               | Juan de Borbón (1913–1993)               | Juan de Borbón (1913–1993)               |  |  |                                       |                                       |                                       |                                       |                                       |                                       |  |  |  |  |  |  |  |  |  |  |  |  |  |  |  |  |  |  |  |  |  |  |  |  |
|                                    |                                    |                                    |                                    |                                    |                                    |  |  | Jaime de Borbón (1908–1975)               | Jaime de Borbón (1908–1975)               | Jaime de Borbón (1908–1975)               | Jaime de Borbón (1908–1975)               | Jaime de Borbón (1908–1975)               | Jaime de Borbón (1908–1975)               |  |  |                          |                          |                          |                          |                          |                          |  |  | Juan de Borbón (1913–1993)               | Juan de Borbón (1913–1993)               | Juan de Borbón (1913–1993)               | Juan de Borbón (1913–1993)               | Juan de Borbón (1913–1993)               | Juan de Borbón (1913–1993)               |  |  |                                       |                                       |                                       |                                       |                                       |                                       |  |  |  |  |  |  |  |  |  |  |  |  |  |  |  |  |  |  |  |  |  |  |  |  |
|                                    |                                    |                                    |                                    |                                    |                                    |  |  | Alfons Jaime de Borbón (1936–1989)        | Alfons Jaime de Borbón (1936–1989)        | Alfons Jaime de Borbón (1936–1989)        | Alfons Jaime de Borbón (1936–1989)        | Alfons Jaime de Borbón (1936–1989)        | Alfons Jaime de Borbón (1936–1989)        |  |  |                          |                          |                          |                          |                          |                          |  |  | Juan Carlos I. (1938)                    | Juan Carlos I. (1938)                    | Juan Carlos I. (1938)                    | Juan Carlos I. (1938)                    | Juan Carlos I. (1938)                    | Juan Carlos I. (1938)                    |  |  |                                       |                                       |                                       |                                       |                                       |                                       |  |  |  |  |  |  |  |  |  |  |  |  |  |  |  |  |  |  |  |  |  |  |  |  |
|                                    |                                    |                                    |                                    |                                    |                                    |  |  | Alfons Jaime de Borbón (1936–1989)        | Alfons Jaime de Borbón (1936–1989)        | Alfons Jaime de Borbón (1936–1989)        | Alfons Jaime de Borbón (1936–1989)        | Alfons Jaime de Borbón (1936–1989)        | Alfons Jaime de Borbón (1936–1989)        |  |  |                          |                          |                          |                          |                          |                          |  |  | Juan Carlos I. (1938)                    | Juan Carlos I. (1938)                    | Juan Carlos I. (1938)                    | Juan Carlos I. (1938)                    | Juan Carlos I. (1938)                    | Juan Carlos I. (1938)                    |  |  |                                       |                                       |                                       |                                       |                                       |                                       |  |  |  |  |  |  |  |  |  |  |  |  |  |  |  |  |  |  |  |  |  |  |  |  |
|                                    |                                    |                                    |                                    |                                    |                                    |  |  | Luis Alfonso de Borbón (1974)             | Luis Alfonso de Borbón (1974)             | Luis Alfonso de Borbón (1974)             | Luis Alfonso de Borbón (1974)             | Luis Alfonso de Borbón (1974)             | Luis Alfonso de Borbón (1974)             |  |  |                          |                          |                          |                          |                          |                          |  |  | Felipe VI. (1968)                        | Felipe VI. (1968)                        | Felipe VI. (1968)                        | Felipe VI. (1968)                        | Felipe VI. (1968)                        | Felipe VI. (1968)                        |  |  |                                       |                                       |                                       |                                       |                                       |                                       |  |  |  |  |  |  |  |  |  |  |  |  |  |  |  |  |  |  |  |  |  |  |  |  |
|                                    |                                    |                                    |                                    |                                    |                                    |  |  | Luis Alfonso de Borbón (1974)             | Luis Alfonso de Borbón (1974)             | Luis Alfonso de Borbón (1974)             | Luis Alfonso de Borbón (1974)             | Luis Alfonso de Borbón (1974)             | Luis Alfonso de Borbón (1974)             |  |  |                          |                          |                          |                          |                          |                          |  |  | Felipe VI. (1968)                        | Felipe VI. (1968)                        | Felipe VI. (1968)                        | Felipe VI. (1968)                        | Felipe VI. (1968)                        | Felipe VI. (1968)                        |  |  |                                       |                                       |                                       |                                       |                                       |                                       |  |  |  |  |  |  |  |  |  |  |  |  |  |  |  |  |  |  |  |  |  |  |  |  |
|                                    |                                    |                                    |                                    |                                    |                                    |  |  |                                           |                                           |                                           |                                           |                                           |                                           |  |  |                          |                          |                          |                          |                          |                          |  |  | Leonor (2005)                            |                                          |                                          |                                          |                                          |                                          |  |  |                                       |                                       |                                       |                                       |                                       |                                       |  |  |  |  |  |  |  |  |  |  |  |  |  |  |  |  |  |  |  |  |  |  |  |  |

## Residenzen
Offizielle Residenz ist der Madrider Palacio Real, in dessen Repräsentationsräumen die Staatsempfänge stattfinden und der – neben Museumstrakten – das Königliche Hofamt beherbergt. Private Wohnsitze der Königsfamilie sind heute der bescheidenere Palacio de la Zarzuela am Stadtrand sowie ein Sommerpalast in Palma. Die Grablege der Könige befindet sich im Escorial. Der frühere Sommerpalast El Pardo wird heute als Gästehaus für Staatsbesuche genutzt, die Königspaläste von Aranjuez, La Granja, Riofrio und der Palacio Real de La Almudaina in Palma gehören zum Patrimonio Nacional und sind als Museen der Öffentlichkeit zugänglich, der Alcázar von Sevilla ist zugleich Museum und königlicher Nebenwohnsitz.

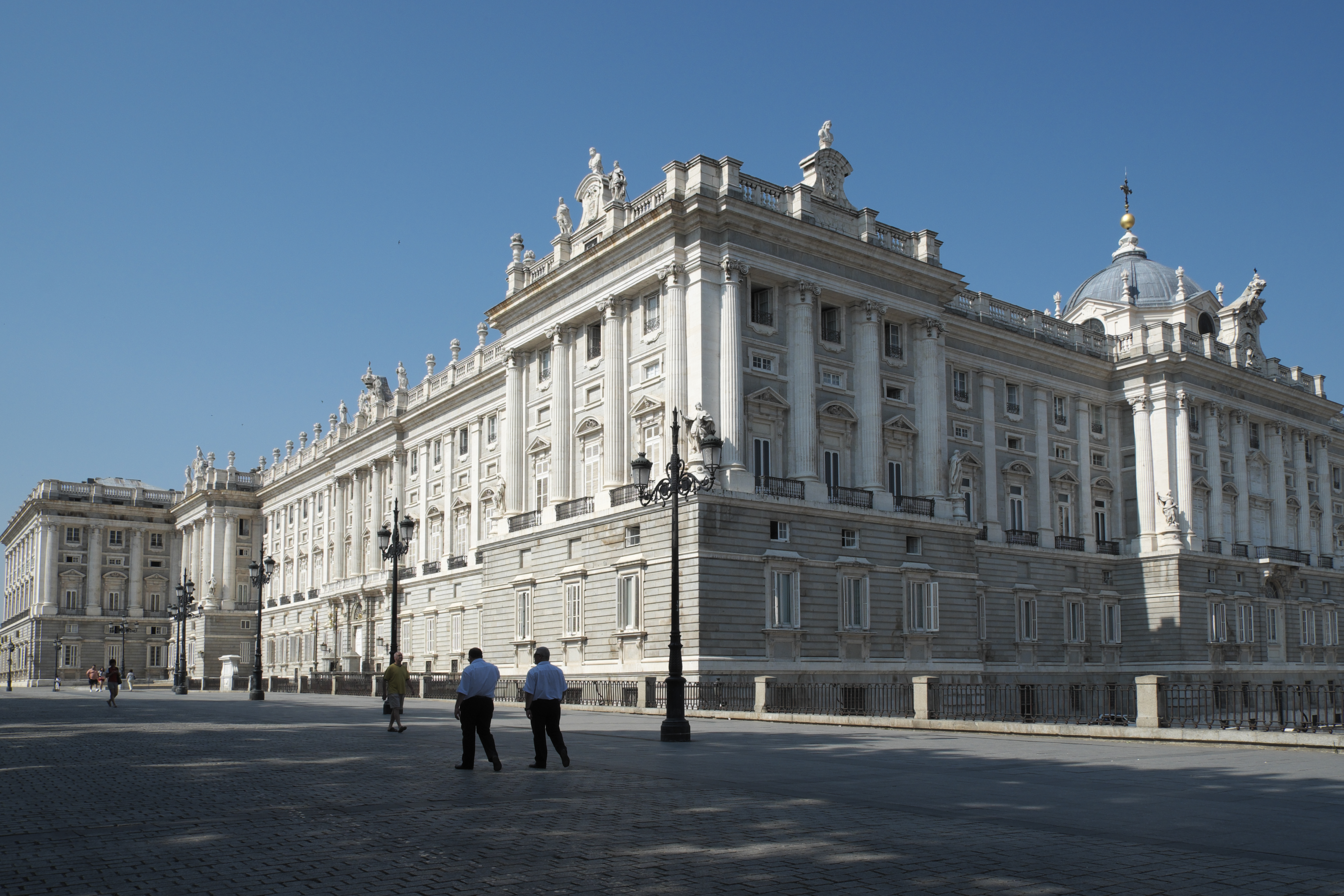
Palacio Real (Madrid)
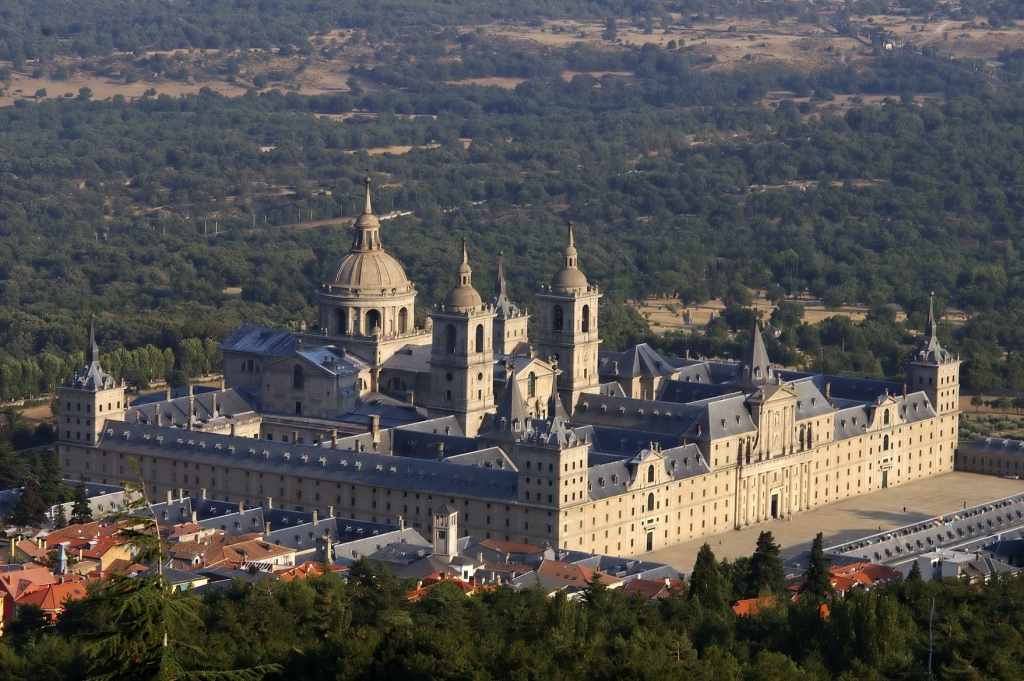
El Escorial, Grablege des Hauses
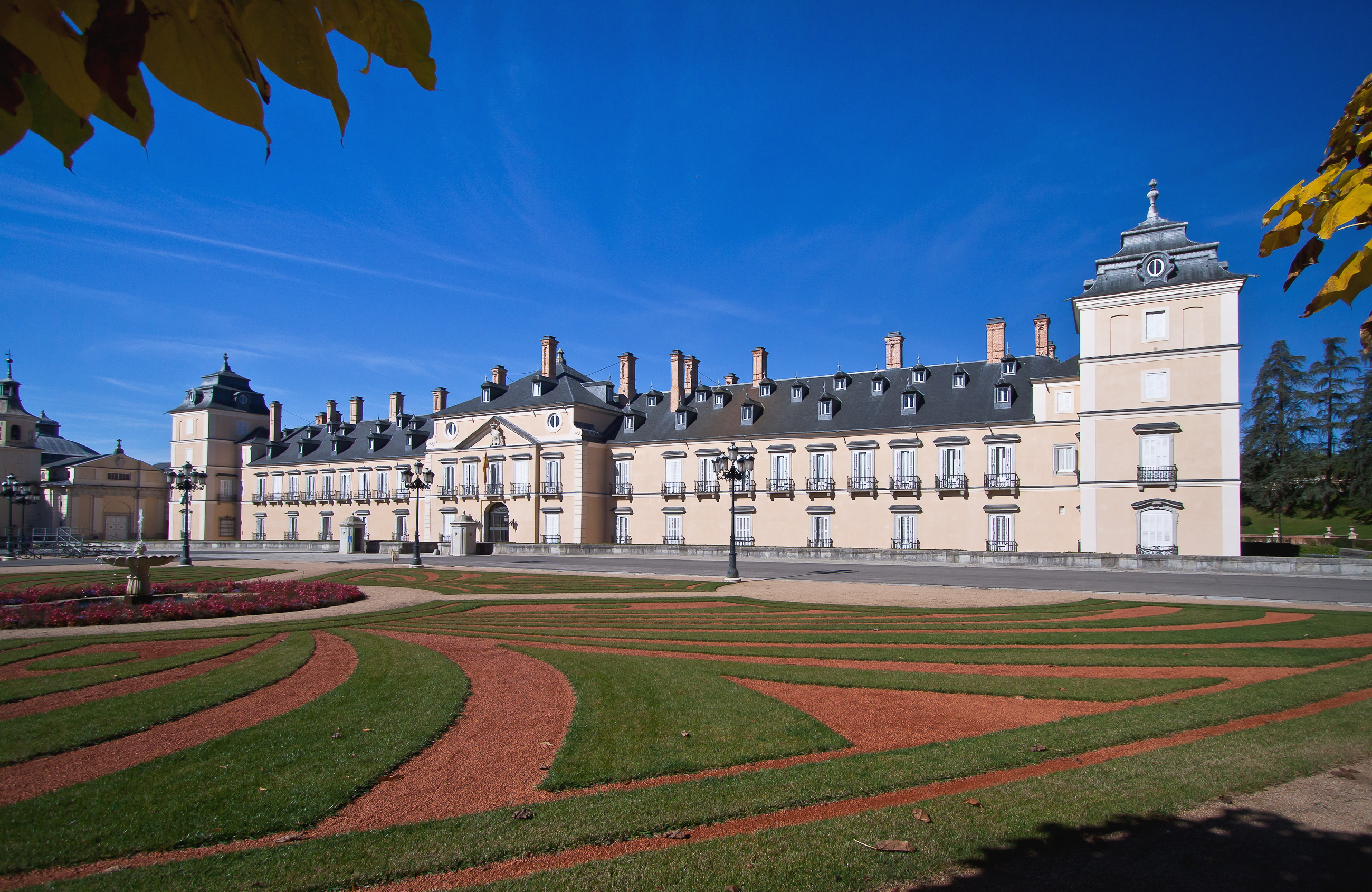
Palacio Real (El Pardo), Gästeschloss
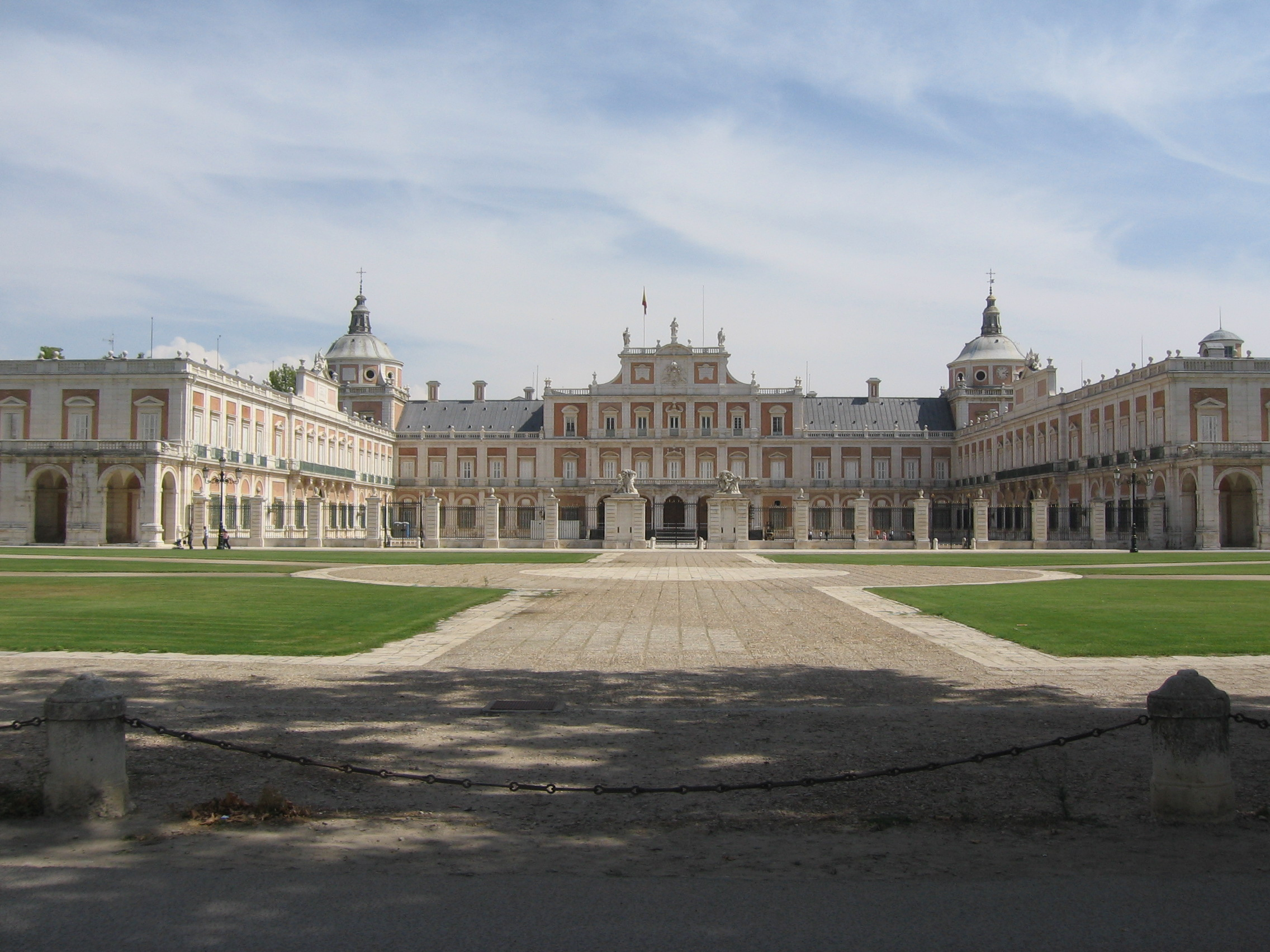
Palacio Real (Aranjuez)
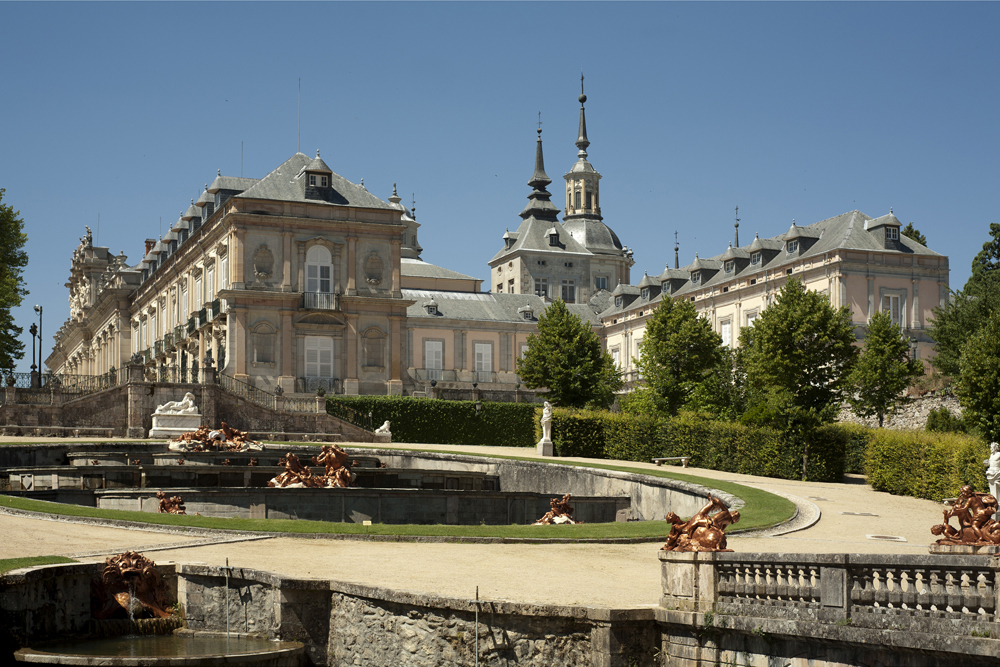
Palacio Real (La Granja)
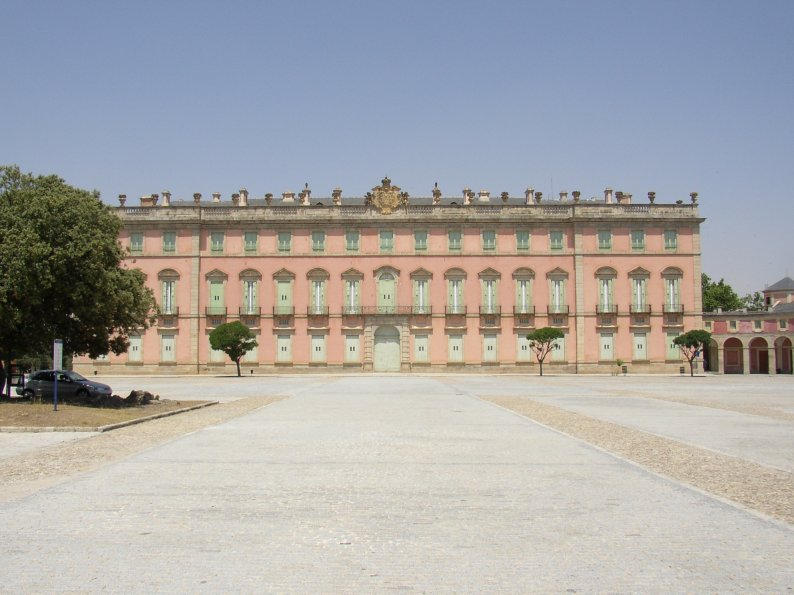
Palacio Real (Riofrio)
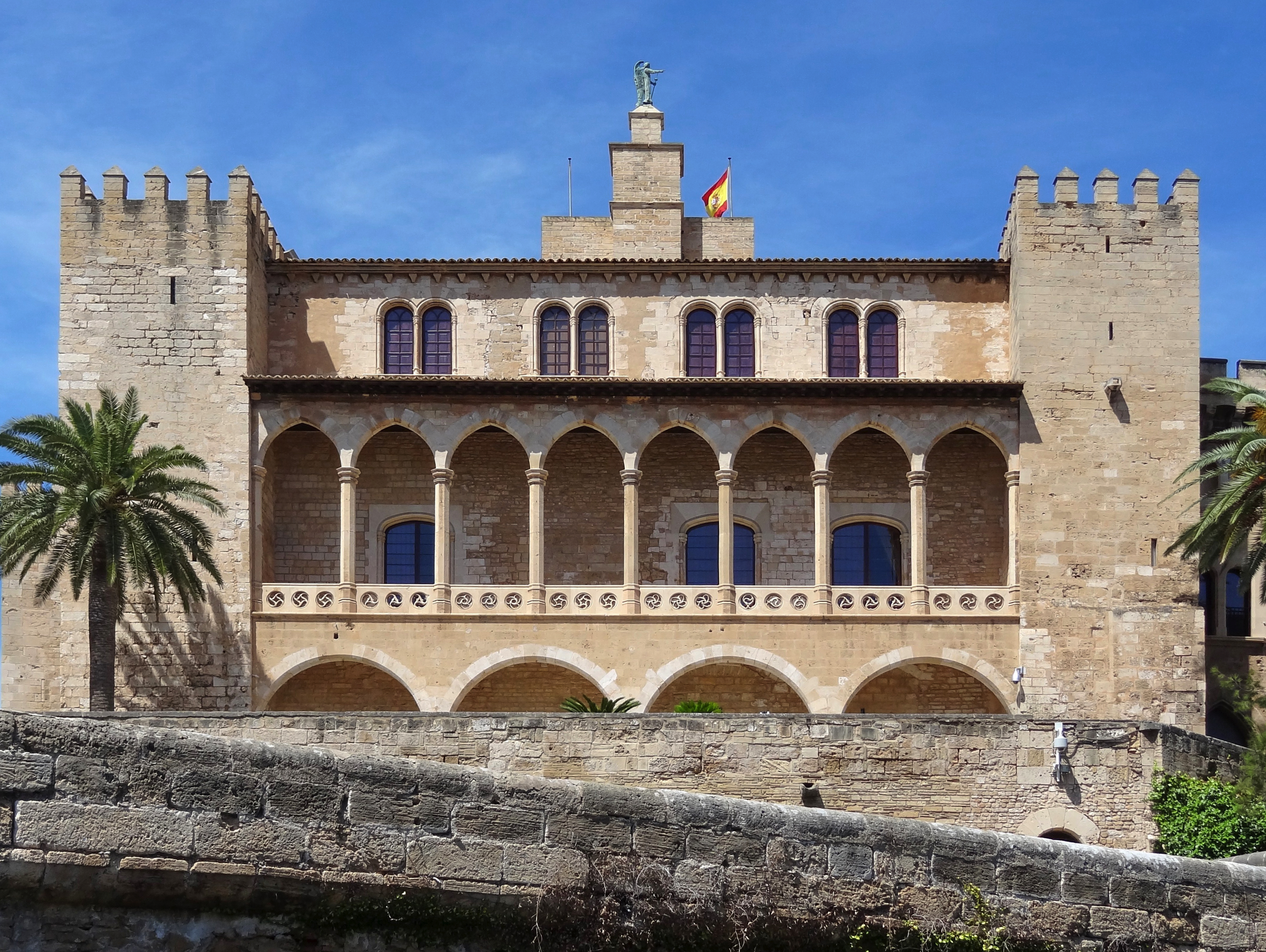
Palacio Real de La Almudaina in Palma
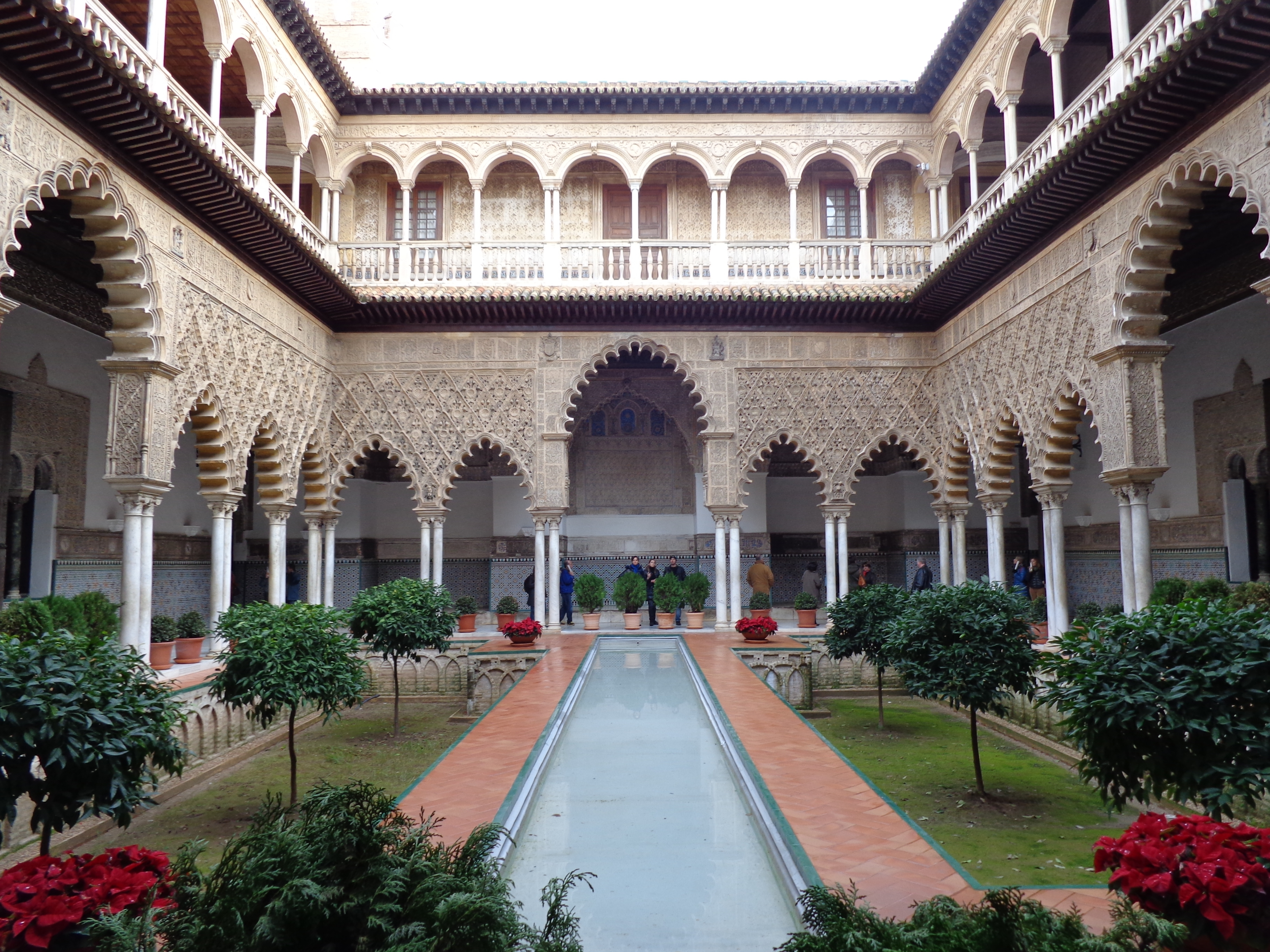
Alcázar (Sevilla)